# Fistulaphantes canalis
Fistulaphantes canalis Tanasevič & Saaristo, 2006 è un ragno appartenente alla famiglia Linyphiidae.
È l'unica specie nota del genere Fistulaphantes.

## Distribuzione
La specie è stata rinvenuta in Nepal

## Tassonomia
Dal 2006 non sono stati esaminati esemplari, né sono state descritte sottospecie al 2012.